# PARQUET
《PARQUET》是YUZUSOFTSOUR於2021年7月30日發行的文字冒險遊戲，也是YUZUSOFTSOUR的首部作品。官方中文版於同年8月27日在Steam上發行。

## 故事背景
透過人機接口技術，能將一個人的記憶轉化為資料儲存。然而在一個非法的實驗中，轉化為資料的記憶被混在一起，導致誕生了一個全新的人。只有他人記憶的他很好奇自己，於是決定踏上旅程尋找自我，他和兩位女孩邂逅的故事也就此開始。

## 外部連結
- 《PARQUET》的官方網站（日語）
- 《PARQUET》的中文官方網站（简体中文）
- 《PARQUET》的Steam介紹頁
- 《PARQUET》在視覺小說數據庫的頁面 （英文）